# せと風の丘パーク
せと風の丘パーク（せとかぜのおかパーク）は、愛媛県西宇和郡伊方町川之浜にある瀬戸ウインドヒル発電所のビジター公園である。

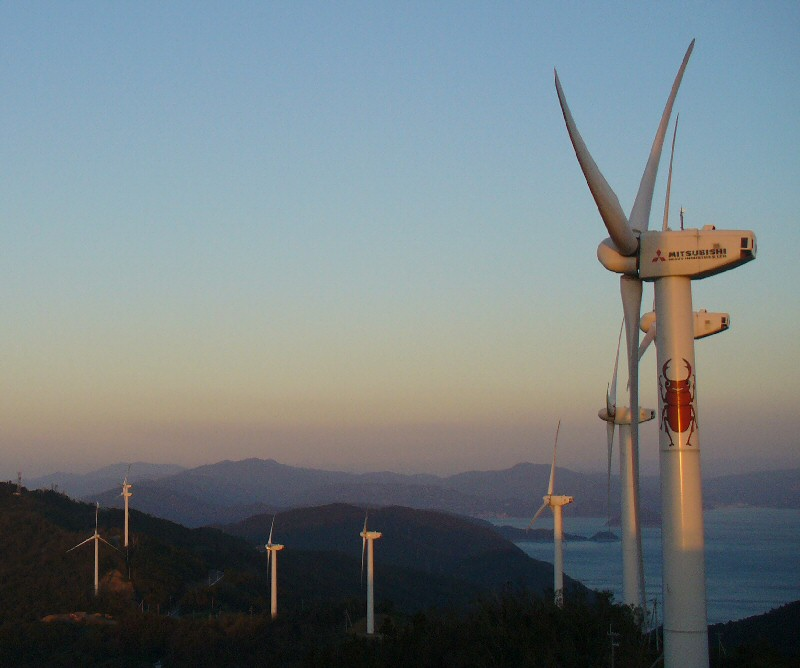
せと風の丘パークからの眺め（2005年10月19日夕刻撮影）

## 沿革・概要
愛媛県の佐田岬半島にある伊方町（旧瀬戸町エリア）は、年間平均風速8.3m（高さ40m地点における数値）の日本でも有数の風の強い地域である。この強風を利用し、瀬戸ウインドヒル発電所が2003年10月1日に完成し、11基の三菱重工業製の巨大な風車が立ち並んでいる。その巨大な風車群を観光できるスポットとして、せと風の丘パークも開業。佐田岬半島のほぼ中央に位置し、風車群の他にも、風光明媚な瀬戸内海や宇和海の風景を360度のパノラマで楽しむことができる。この強風を地元では「まじ」と呼び農業に悪影響を与える「悪魔の風」と揶揄されていた。このマイナスのイメージしかなかった風を、プラスの発想へ変換を試み、風力発電を中心にした風のまち作りへとつなげた。
行く行くは近隣の「伊方ウィンドファーム」などを含めて伊方町の風車の数は総計60になり、日本最大級の風力発電地帯の一つとなる予定。